# La Terre vue d'Alban
La Terre vue d'Alban est une série française en dessin animé en 122 épisodes de cinq minutes chacun, produite en 2007 et diffusée sur France 3 dans les émissions Toowam et Ludo et sur France 5 dans l'émission Ludo Zouzous.
Elle existe aussi en 4 DVD.

## Synopsis
La série, à but éducatif, met en scène Alban, un petit poisson qui vole dans le ciel. En survolant divers paysage, il fait découvrir aux enfants la planète Terre, la nature et la biodiversité. Le dessin animé est basé sur les photographies aériennes de Yann Arthus-Bertrand.

## Épisodes
- Abidjan, Côte d'Ivoire
- Al-Haram al-Sharif (Jérusalem)
- Algérie : maison à toits en terrasses
- Animaux sur terre et dans l'eau
- Antarctique : glacier Taylor
- Arbre de vie du parc national du Kenya
- Argentine
- Argentine, Amérique latine
- Ateliers et cuves des teinturiers
- Baleine à bosse en Nouvelle-Zélande
- Bali
- Barrage près de Tarascon, France
- Barrage sur la rivière en Nouvelle-Zélande
- Beni Izguen, vallée de M'Zab (Algérie)
- Biches dans un champ de colza
- Bidonville inondé près de Dhaka
- Bouchons à l'île d'Oléron
- Bouses séchant au soleil, Uttar Pradesh
- Brasilia, une ville créée de toutes pièces au Brésil
- C'est dangereux un orage ?
- C'est quoi la biodiversité ?
- Ça ressemble à quoi l'Antarctique ?
- Carte de l'Union européenne
- Cendres d'un arbre en France
- Centrale thermique (Allemagne)
- Céréales sur les toits en Côte d'Ivoire
- Champs de canne à sucre
- Champs de thé en Corée du Sud
- Cimetière à Taïwan (Asie)
- Cimetière à Vénissieux (France)
- Cimetière d'Aragatsotn
- Cimetières dans le monde
- Cobes Lechwe delta
- Comment l'homme exploite la nature
- Construction de bateaux : côte atlantique du Maroc
- Construire jusqu'au ciel
- Côte d'Ivoire : lac de Buyo
- Côte d'Ivoire, Yamoussoukro
- Côte ouest du Mexique
- Cultiver son jardin
- Culture d'algues à Bali
- Culture du thé au Kenya
- Cultures maraîchères au Mali
- Décharge publique à Abidjan
- Des canaux extraordinaires
- Des champs petits ou grands
- Des cimetières tous différents
- Des vêtements de toutes les couleurs
- Dessin dans la cour d'une maison au Rajasthan, en Inde
- Dessin de colibri
- Dromadaire et jockeys (Qatar)
- Du bois pour quoi faire ?
- Église de Profitis Alias, Parnera, à Chypre
- Égypte
- Éléphants dans le delta de l'Okavango
- Éléphants dans parc de Meru
- Élevage de vaches près de Fukuyama
- Éoliennes de Banning, Californie
- Érosion sur le flanc près d'Ansika
- Favelas de Belém au Brésil
- Forces de la nature
- Forêt amazonienne
- France, Saône-et-Loire
- France, Union européenne
- Fresque du pèlerinage à La Mecque, en Egypte
- Girafes dans le parc d'Etosha
- Grèce : monastères des Météores en Thessalie
- Habiter ensemble
- Immeuble de São Paulo au Brésil
- Inde : rives du Gange à Varanasi
- Jardins familiaux, Genève
- Jeux de lumière naturelle
- L'accès à l'eau potable
- L'acropole d'Athènes, en Grèce
- L'eau nous en fait voir de toutes les couleurs
- L'élevage à petite et grande échelle
- L'obélisque inachevé d'Assouan
- L'oryx dans les dunes de Namibie
- La cathédrale Notre-Dame
- La centrale géothermique de Reykjavik en Irlande
- La Cité des morts, Le Caire
- La culture du riz
- La mer Morte
- La mosquée de Soliman en Turquie
- La pêche traditionnelle
- La plate-forme pétrolière au Qatar
- La stûpa de Bodnath (Népal)
- La tour Eiffel en France
- Labours traditionnels, Mexique
- Le château de Chichén (Mexique)
- Le Corcovado
- Le temple de Bulguska (sic)[3] en Corée du Sud
- Les Cobe Lechwe du delta
- Les déserts
- Les dessins qu'on ne voit que du ciel
- Les différents visages de la forêt
- Les environs de Mar del Plata
- Les grandes pyramides de Gizeh
- Les grands rassemblements de foule
- Les hommes font de la Terre un tableau
- Les îles coralliennes
- Les marchés aux vêtements
- Les oiseaux vivent-ils toujours en groupe ?
- Les ravages des ouragans
- Les récifs coralliens
- Les vies du volcan
- Lieux de culte
- Logements des cueilleurs de thé au Kenya
- Lumières et couleurs
- Maison en terrasse à Santorin
- Maison flottante au Danemark
- Mali, désert du Sahara
- Marais salants près de Casablanca
- Marché aux puces à Saint-Domingue
- Marché aux vêtements en Côte d'Ivoire
- Marché aux vêtements en Tunisie
- Maroc : plaine du Gharb
- Monocultures
- Namibie
- Notre planète évolue !
- Nouvelle-Zélande, région de Canterbury
- Orage sur la forêt
- Orage sur la forêt amazonienne
- Organiser l'habitat
- Oryx dans les dunes de Sossuv
- Pasteurs et leurs troupeaux
- Paysage agricole près de Bozeman, Montana, États-Unis
- Peinture murale à Mexico
- Pirogues sur le fleuve Niger
- Pourquoi les animaux se déplacent-ils ?
- Pourquoi les hommes s'intéressent-ils aux animaux ?
- Quand les animaux et les hommes vivent ensemble
- Quand les cultures se font luxueuses
- Quand les décorations racontent une histoire
- Quand les enfants travaillent comme les adultes
- Quand les religions construisent des bâtiments magnifiques
- Quartier de Shinjuku à Tokyo, au Japon
- Que fait-on en vacances ?
- Récolte d'ananas en Côte d'Ivoire
- Récolte de coton (Égypte)
- Récolte de tomates en Argentine
- Récolte des amandes en Espagne
- Récolter le sel
- Restaurant en Saône-et-Loire
- Rizières en terrasses de Bali, en Indonésie
- Salon horticole, Chiang Mai
- Se déplacer sur les fleuves
- Séchage de dattes en Égypte
- Séchage de tissus pour saris
- Séchage du linge, Côte d'Ivoire
- Séchage du piment, Mexique
- Séchage du riz, Madagascar
- Serre illuminée en Finlande
- Stockholm, ville constituée d'îles, en Suède
- Sur l'eau, on passe partout !
- Sur les traces des animaux
- Tapis de Marrakech au Maroc
- Tokyo, une mégalopole
- Tracteur dans un champ dans le Montana, aux États-Unis
- Transport de chèvres en Côte d'Ivoire
- Travaux des champs en Thaïlande
- Troupeau de vaches, Massaï, Kenya
- Vacanciers au Mexique
- Vaches laitières
- Vaches sous les cerisiers (France)
- Vallée sèche, langue du glacier
- Venezuela
- Vent utile, vent ravageur
- Village d'Arouane au Mali
- Village noyé au Banglasdesh
- Village ravagé
- Village sur les rives du fleuve Niger
- Vivre en zone humide
- Voilier à Haïti
- Vol d'ibis rouges au Venezuela
- Wat Doi (Thaïlande)
- Y a-t-il des marchés partout ?